# Ettore Lucchesi Palli

Ettore Lucchesi Palli, 4. Herzog von Grazia

Graf Ettore Carlo Lucchesi Palli (* 2. August 1806 in Palermo, Sizilien; † 1. April 1864 auf Schloss Brunnsee in der Steiermark) war vierter Herzog von Grazia.

## Leben
Ettore Carlo war ein Sohn des Antonio Lucchesi Palli, 7. Fürst von Campofranco und 3. Herzog von Grazia (aus dem sizilianischen Haus Lucchesi Palli) und seiner Gattin Prinzessin Maria Francesca Pignatelli. Der Vater war Haushofmeister unter König Franz I. beider Sizilien und Staatsminister sowie sizilianischer Vizekönig unter Ferdinand II.

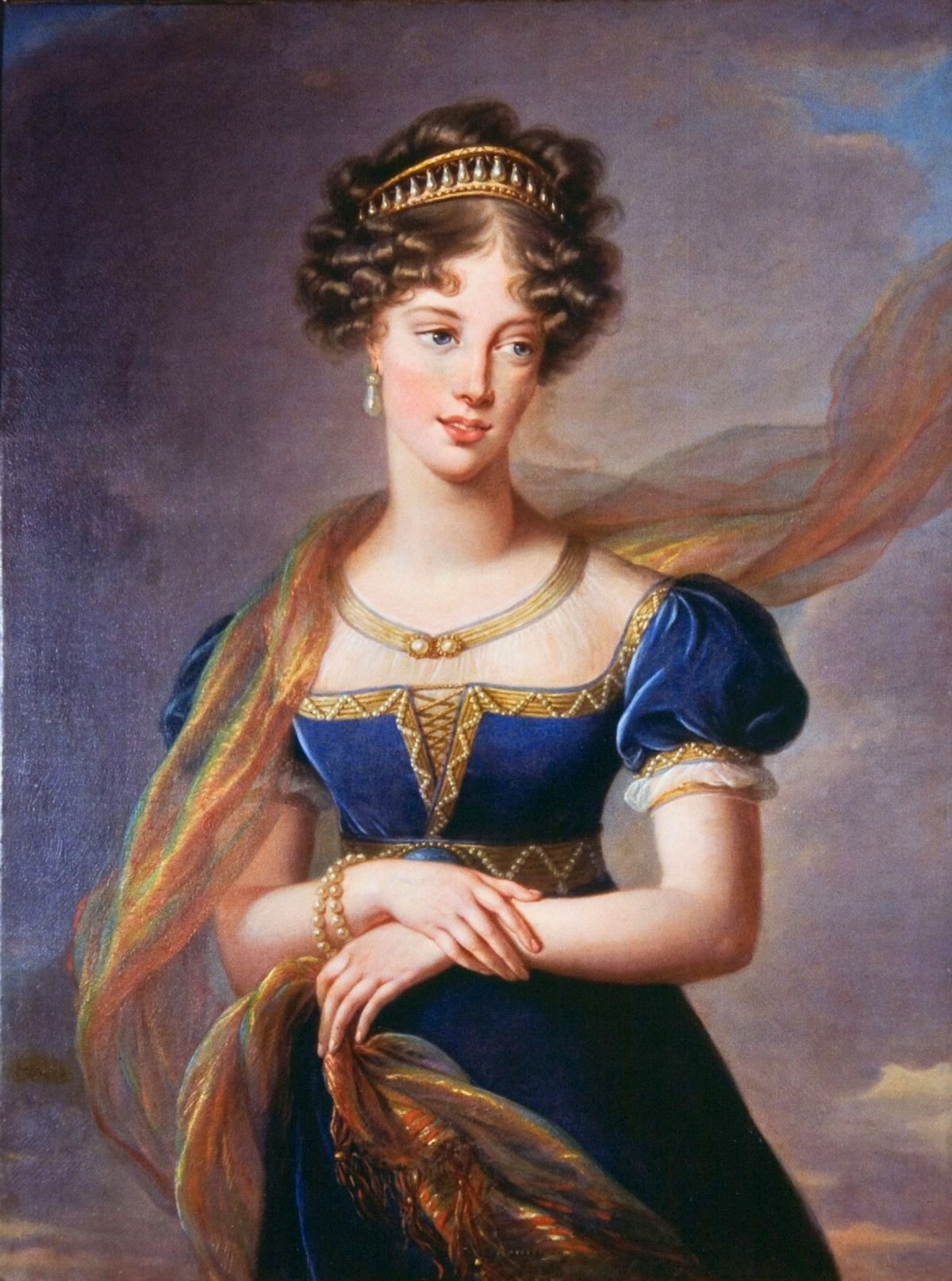
Maria Karolina von Neapel-Sizilien, Duchesse de Berry (von Elisabeth Vigée-Lebrun)

Am 14. Dezember 1831 heiratete Ettore angeblich in Rom heimlich die Schwester Ferdinands II., die um acht Jahre ältere Prinzessin Maria Karolina von Neapel-Sizilien, Witwe des 1820 ermordeten Herzogs Charles-Ferdinand von Berry, des jüngeren Sohnes des späteren Karl X. und präsumtiven Thronerben von Frankreich, sowie Tochter des Königs Franz I. von Neapel-Sizilien und seiner Gattin Erzherzogin Maria Klementine von Österreich, einer Schwester von Kaiser Franz II./I. Tatsächlich fand die Eheschließung jedoch erst 1833 statt, wurde aber rückdatiert, um die Geburt einer Tochter Anna Maria Rosalia (*/† 1833) der verwitweten Herzogin zu bemänteln, die wahrscheinlich einem Verhältnis mit ihrem Sekretär entsprang. Die Herzogin gebar die Tochter in französischer Festungshaft, nachdem sie den Versuch eines Umsturzes der Julimonarchie zugunsten ihres Sohnes Henri d’Artois, Herzog von Bordeaux und Graf von Chambord, unternommen hatte. Da ihre legitimistische Anhängerschaft angesichts der Affäre bröckelte, wurde sie danach freigelassen und reiste zu ihrem neuen Mann Ettore nach Sizilien. Sein Vorname wurde nun in der französischen Version Hector allgemein bekannt. 
Aus der Ehe gingen vier Kinder hervor:
- Clementina Isabella (1835–1925)

⚭ 1856 Graf Camillo Zileri-Verme (1830–1896)
- Maria Francesca (1836–1923)

⚭ 1860 Prinz Camillo Massimo di Arsoli (1836–1921)
- Maria Isabella (1838–1873)

⚭ 1856 Graf Massimiliano d’Cavriani (1833–1863)
⚭ 1864 Graf Giovanni Battista d’Conti (1838–1903)
- Adinolfo Maria Leopold Anton (1840–1911)

⚭ 1860 Prinzessin Nicoletta Lucrezia Ruffo (1841–1931)
Sohn: Pietro Lucchesi-Palli (1870–1939)
⚭ Prinzessin Beatrice von Bourbon-Parma, Tochter Roberts I. von Parma
Die Eheleute erwarben 1834 Schloss Brunnsee in Eichfeld (Steiermark), unweit von Graz, wo sie fortan zurückgezogen im Exil lebten. 1837 kauften sie auch das nahegelegene Schloss Weinburg am Saßbach. Beide Schlösser befinden sich noch heute im Besitz von Urenkeln aus der Familie Lucchesi Palli. 1844 erwarben sie auch den Palazzo Vendramin-Calergi in Venedig.